# Айлисли, Акрам Наджаф оглы
Акрам Наджаф оглы Наибов (азерб. Əkrəm Nəcəf oğlu Naibov), более известный под псевдонимом Акрам Айлисли (Əkrəm Əylisli); род. 6 декабря 1937, Юхары-Айлис, Нахичеванская АССР), — азербайджанский писатель и драматург, переводчик, сценарист. Народный писатель Азербайджана (1998, лишён в 2013 году), Заслуженный деятель искусств Азербайджанской ССР (1968).

## Биография
Акрам Айлисли родился 6 декабря 1937 года в селе Айлис Ордубадского района Нахичеванской АССР. Мать, Лея Али-кызы была деревенской сказочницей, отец Наджаф погиб на фронте, когда Акраму было пять лет. После школы окончил в Москве институт литературы имени А. М. Горького. Литературную деятельность начал со стихов, а первая повесть «Гашам и его зять» вышла в 1959 году. Известность Айлисли принесла трилогия «Люди и деревья» (1966—1968 гг.), напечатанная на всех языках республик СССР и стран Восточной Европы. Действие в большинстве произведений Айлисли происходит в его родном селе Айлис (часто скрывающемся под именем Бузбулак). Идейно Айлисли близок русским «писателям-деревенщикам», с некоторыми из которых (Василий Белов, Василий Шукшин) писатель был связан дружескими узами.
Акрам Айлисли много работал как переводчик. Перевёл на азербайджанский язык произведения Василия Шукшина, Габриэля Гарсия Маркеса, Генриха Бёлля, Владимира Короленко, Ивана Тургенева, Константина Паустовского, Чингиза Айтматова.
С 1962 года начал работать как редактор. Сначала в Азербайджанском государственном издательстве. С 1964 года — литературный работник газеты «Коммунист», с 1965 — переводчик в Азербайджанском государственном издательстве, с 1968 года — главный редактор издательства «Гянджлик». С 1969 года работал сценаристом на киностудии «Азербайджан». В 1971 году Акрам Айлисли — главный редактор сатирического журнала «Мозалан». С 1973 года — главный редактор Государственного комитета по кинематографии Азербайджана. В 1978—1983 годах работал главным редактором журнала «Азербайджан», в 1988—1989 — секретарь Союза писателей Азербайджана, 1992—2003 годах — директором издательства «Язычы» («Писатель»).
6 ноября 2005 года был избран депутатом Милли Меджлиса (парламента) от Ордубад-Джульфинского избирательного округа № 7.
Творческая деятельность Акрама Айлисли была отмечена государственными наградами — орденами «Шохрат» («Слава») и «Истиглал» («Независимость») за выдающиеся заслуги перед азербайджанской литературой и званием «Народный писатель Азербайджана».

## «Каменные сны»
В декабре 2012 года Айлисли опубликовал роман «Каменные сны» в российском журнале «Дружба народов». Основная сюжетная линия разворачивается в Баку в конце 1988 — начале 1989 годов. В романе описываются армянские погромы в Баку, а также история родного села писателя, Айлиса, армянское население которого было вырезано в 1919 году турецкими войсками.
После публикации в журнале «Дружба народов» в азербайджанских СМИ началась массовая кампания по осуждению писателя. Акрам Айлисли был обвинён в симпатиях к армянам (отношения между Азербайджаном и Арменией напряжены в связи с карабахским конфликтом). Негодование против Айлисли вызвало и то, что в книге автор изображает только нападения азербайджанцев на армян, в частности, погромы в Баку и Сумгаите, а описание случаев армянской агрессии против азербайджанцев, такие как Ходжалинская резня, отсутствуют. Однако, по мнению ряда западных СМИ, кампания по осуждению Айлисли была вызвана критикой Гейдара Алиева, присутствующей в романе. Поддержку Айлисли высказал ряд азербайджанских писателей и правозащитников, многочисленные писатели и правозащитные организации за пределами страны, обвинившие правительство Азербайджана в организации травли писателя.
В феврале 2013 года в Баку, Гяндже и родном селе писателя прошли демонстрации, сопровождавшиеся сожжением портретов и книг писателя. Участники скандировали: «Смерть Акраму Айлисли!», «Предатель!», «Акрам — армянин!». Руководство Союза писателей Азербайджана заявило об исключении Айлисли из состава союза (хотя он сам вышел из него ещё в 1991 году). Сын и жена Айлисли были уволены с работы. Министерство образования Азербайджана «по требованию учителей» приняло решение об изъятии из школьных учебников сочинений Айлисли. Спектакли по пьесам Айлисли были сняты со сцен азербайджанских театров.
Депутаты парламента потребовали лишить Айлисли правительственных наград и проверить его «генетический код» на предмет того, не является ли он армянином. Спикер парламента Октай Асадов заявил, что «в происхождении всех, кто поддерживают Айлисли, есть что-то подозрительное». Глава Управления мусульман Кавказа, шейх-уль-ислам, Аллахшукюр Пашазаде назвал Айлисли «муртадом» (вероотступником). Проправительственная партия «Современный Мусават» объявила награду в 10 тысяч манат тому, кто отрежет писателю ухо.
7 февраля 2013 года указом президента Азербайджана Ильхама Алиева Акрам Айлисли был лишён звания «Народный писатель Азербайджана» и государственной пенсии.
В феврале 2014 года международная группа профессоров и ректоров университетов выдвинула Акрама Айлисли на Нобелевскую премию мира.
30 марта 2016 года при вылете из бакинского аэропорта в Италию Акрам Айлисли был задержан «за хулиганство». Начальник отдела пресс-службы МВД Азербайджана Орхан Мансурзаде сообщил, что А. Айлисли был задержан из-за того, что на пропускном пункте в аэропорте между ним и сотрудниками возник конфликт. Писатель был освобождён тем же вечером и опроверг обвинения. В дальнейшем уголовное дело против него было переквалифицировано по статье «оказание сопротивления или применение насилия против представителя власти», Айлисли запрещено покидать Баку.
8 января 2019 года в Вашигтоне было представлено первое английское издание романа «Каменные сны». Книга переведена на английский язык переводчицей Кэтрин Янг и, по её словам, знакомит американскую аудиторию с «голосом совести» и повышает осведомленность о проблемах, с которыми Азербайджан столкнулся при становлении независимости в последние тридцать лет.

## Награды
- Орден «Независимость» (4 декабря 2002 года) — за большие заслуги в развитии азербайджанской литературы[27]
- Орден «Слава» (5 декабря 1997 года) — за заслуги в развитии азербайджанской литературы[28]
- Народный писатель Азербайджана (23 мая 1998 года, лишён звания в 2013 году) — за большие заслуги в развитии азербайджанского издания[29]
- Заслуженный деятель искусств Азербайджанской ССР (1968 год)

## Русские переводы

### Повести
- Люди и деревья
- Репортаж с поминок
- Сияние шести солнц
- Белое ущелье
- Плотина
- Каменные сны (роман-реквием)
- Грандиозная пробка
- Горы говорят, холодно

### Рассказы
- А вдруг бы не встретились
- Деревья без тени
- Запах меда
- Майский день
- Над Курой, в теплых лесах
- Не ко времени весна
- Никудышный
- Осень без инжира
- Паспорт
- Сезон цветастых платьев
- Сердце — это такая штука
- Синее море
- Сказка о хрустальной пепельнице
- Тарист
- Тяжелый камень
- Одноклассники